# Peter Menzel
Peter Menzel, född 7 februari 1948, är en amerikansk fotograf. 
Menzel har bland annat medverkat i följande böcker: Robo Sapiens (2000), Material World (1994) och Hungry Planet (2005).